# Teleutias fratellus
Teleutias fratellus är en insektsart som beskrevs av Max Beier 1960. Teleutias fratellus ingår i släktet Teleutias och familjen vårtbitare. Inga underarter finns listade i Catalogue of Life.